# Іванов Борис Володимирович
Борис Володимирович Іванов (1920—2002) — радянський і російський актор театру та кіно. Народний артист РРФСР (1981).

## Біографія
Борис Іванов народився 28 лютого 1920 року в Одесі. Батько слюсар Володимир Григорович, мати — домогосподарка Євдокія Романівна. В дитинстві часто відвідував Одеський оперний театр, в 14 років влаштувався туди статистом. У 1937—1941 роках навчався на акторському факультеті Одеського театрального училища; перший педагог — Михайло Яремович Тількер.
7 липня 1941 року призваний до лав Радянської армії. Пройшов курси перепідготовки начскладу в Військової академії тилу і транспорту імені Молотова в Харкові. Як лейтенант інтендантської служби був відправлений на Північно-Західний фронт. Пройшов перепідготовку в Рибінську. Як стройовий командир служив у штабі Північно-Західного фронту. Був старшим ад'ютантом батальйону (фактично начальник штабу батальйону) в 14-му гвардійському стрілецькому полку 7-ї гвардійської стрілецької дивізії 10-ї гвардійської армії. 8 квітня 1942 року в бою біля села Михайлівка у районі Личково, будучи у званні старшого лейтенанта, був важко поранений і до вересня лежав у шпиталях з загрозою ампутації руки.
Після виписки Борис Володимирович поїхав до Рибінська, але в дорозі у нього вкрали гроші і документи. Він був змушений залишитися в місті, де працював у місцевому драматичному театрі.
З 1944 року понад півстоліття Борис Іванов грав у Театрі імені Моссовєта. Дружина — актриса Театру імені Моссовєта Богданова Наталія Сергіївна.
З 1961 року знімався в кіно.
Помер Борис Іванов  2 грудня 2002 року. Похований на Ваганьковському кладовищі, ділянка № 19.

## Творчість

### Театральні ролі
- Доблмен («Крадіжка», 1954)
- Наполеон I («Катрін Лефевр», 1956)
- Форд («Віндзорські насмішниці», 1957)
- Пан («Бунт жінок», 1962)
- Потин («Цезар і Клеопатра», 1964)
- Звездич («Маскарад», 1967)
- Левицький («Далі — тиша», 1969)
- Порфирій Петрович («Петербурзькі сновидіння», 1969)
- Лепле («Едіт Піаф», 1970)
- Лавр Міронич («Остання жертва», 1973)
- Тайні («На півдорозі до вершини», 1976)
- Карло Гоцці («Царське полювання», 1977)
- Павич («Єгор Буличов та інші», 1982)
- Римлянин («Мати Ісуса», 1988)
- Сорін («Чайка», 1989)
- Понтій Пілат («Ісус Христос — суперзірка», 1990)
- Грегорі Соломон («Ціна», 1994)
- Харт Кестель («Помилки однієї ночі», 1994)
- Фон Штратт («Біла гвардія»)
- Бахчеєв («Фома Опискин»)
- Ларош Матьє («Милий друг»)
- Карло Фігурелло («Утішитель вдів»)
- Віллі Кларк («Коміки», 2002)
- Фірс («Вишневий сад», 2002)

### Радіо
- «У країні літературних героїв» — Архип Архипович
- «Пікнік на узбіччі» (радіоспектакль) — Річард Герберт Нунан
- «Алмаз Раджі» (радіоспектакль) — Пендрегон
- «Кумедний випадок» (радіоспектакль) — Поручик

### Фільмографія
- 1961 — Нічний пасажир —  Жорж Прадо
- 1962 — Гусарська балада —  генерал Дюсьер
- 1964 — Аптекарка —  доктор
- 1964 — Все для Вас —  Пирожков
- 1966 — Не найвдаліший день
- 1969 — Кінець «Чорних лицарів» —  Хогарт, радянський розвідник
- 1970 — Кінець отамана —  Іона
- 1971 — Все королівське військо —  Дафі
- 1971 — Передчасна людина
- 1971 — Слідство ведуть ЗнаТоКі. Чорний маклер —  Шахов
- 1972 — Сутичка
- 1972 — На розі Арбата і вулиці Бубулінас —  Бося
- 1973 — Багато галасу з нічого
- 1974 — Шпак і Ліра —  барон фон Лямпе
- 1974 — Чисто англійське вбивство —  сер Джуліус Ворбек
- 1974 — Агонія —  доктор Лазоверт
- 1974 — Вибір мети —  Лео Сціллард
- 1975 — Мій будинок — театр
- 1975 — Полковник у відставці
- 1975 — Приголомшливий Берендеєв —  директор Папаханов
- 1975 — Від зорі до зорі
- 1976 — Шалене золото —  сер Ратленд Джильберт
- 1976 — Мене це не стосується —  Дроздов
- 1976 — Життя і смерть Фердинанда Люса —  Хаксман
- 1977 — Кільця Альманзора —  інтрига
- 1977 — Рахунок людський
- 1978 — Отець Сергій
- 1978 — Версія полковника Зоріна —  Козирец
- 1978 — Далі — тиша ... (телеспектакль) —  Левицький
- 1978 — Гравці (телеспектакль) —  Глов
- 1978 — Особливих прикмет немає —  міністр В'ячеслав Плеве
- 1978 — Підозрілий
- 1978 — Слід на землі
- 1979 — Повернення доктора (новела в к / а «Молодість»)
- 1980 — Історія кавалера Де Гріє і Манон Леско (телеспектакль) —  Пан банкір
- 1980 — Коней на переправі не міняють
- 1980 — Скандальна подія в Брікміллі —  Клінтон
- 1980 — Таємничий старий —  Сожіч
- 1981 — Великий самоїд
- 1981 — Ленін в Парижі —  Житомирський
- 1981 — Смерть Пазухина (телеспектакль)
- 1982 — Росія молода —  Лекарь Лофтус
- 1982 — Повернення резидента —  Дон
- 1982 — Грибний дощ
- 1982 — Людина, яка закрила місто
- 1983 — Міраж —  Джипо
- 1983 — Вічний поклик —  білогвардійський генерал
- 1983 — Місячна веселка
- 1984 — Берег його життя
- 1984 — Час бажань —  Андрій Сергійович, епізодична роль
- 1984 — Шанс —  Микита Савич
- 1984 — Букет мімози й інші квіти —  Павло, акомпаніатор
- 1984 — Весела вдова —  барон Зетта
- 1985 — Не ходіть, дівчата, заміж —  Борис Олександрович, міністр
- 1985 — Тев'є-молочник —  Лейзер-Волф
- 1986 — Кінець операції «Резидент» —  Дон
- 1986 — Обличчям до обличчя
- 1986 — Суд над суддями
- 1987 — Кінець Вічності
- 1987 — Раз на раз не випадає —  директор комбінату
- 1989 — Пряма трансляція
- 1989 — Таємні милості —  Олексій Петрович Калабухов
- 1990 — Людина з чорної «Волги» —  Бігунов
- 1991 — Плащаниця Олександра Невського —  Кирило Борисович
- 1992 — Жінка з квітами і шампанським
- 1992 — Московські красуні
- 1993 — Давайте без фокусів!
- 1993 — Бажання любові
- 1997 — Полуничка
- 1997 — Графиня де Монсоро —  Де Бріссак
- 1998 — Ле Хаїм
- 1999 — Послухай, чи не йде дощ
- 1999 — Фома Опискин

### Озвучування фільмів
- 1959 — У джазі тільки дівчата — Джері / Дафна
- 1966 — Привид замку Моррісвілль — Мануель Діаз
- 1972 — Високий блондин у чорному черевику — Перраш
- 1973 — Двоє в місті
- 1976 — Іграшка — мільйонер Рамбаль-Коші

### Озвучування мультфільмів
- 1965 — Наргіс — Бамбур
- 1985 — Контракт — представник фірми

## Нагороди та звання
- Орден «За заслуги перед Вітчизною» IV ступеня (15 серпня 1998) — за багаторічну плідну діяльність у галузі театрального мистецтва[1]
- Орден Вітчизняної війни I ступеня
- Орден Вітчизняної війни II ступеня
- Медалі
- Почесний Знак ветерана 7-ї гвардійської дивізії[2]
- Народний артист РРФСР (1981)
- Заслужений артист РРФСР (1969)
- Лауреат премії російських ділових кіл «Кумир» (1999, спеціальний приз за театральні роботи)

## Документальні фільми про актора
- 2010 — Очарованный жизнью. Борис Иванов (режисер О. Нікітан)